# Лєсна (Палкінський район)
Лєсна (рос. Лесная) — присілок в Палкінському районі Псковської області Російської Федерації.
Населення становить 0 осіб. Входить до складу муніципального утворення Черська волость.

## Історія
Від 2015 року входить до складу муніципального утворення Черська волость.

## Населення
| 2002 | 2010 |
| ---- | ---- |
| 34   | ↘0   |